# Trek Bicycle Corporation
La Trek Bicycle Corporation, nota semplicemente come Trek, è una società statunitense che produce e distribuisce biciclette. È presente con le marche Trek, Gary Fisher, Bontrager, Klein, Electra e LeMond Racing Cycles.
Con sede a Waterloo, nel Wisconsin, le biciclette Trek sono commercializzate in tutto il Nord America, con filiali presenti in Europa e in Asia, e 90 distributori in tutto il mondo.
I telai sono realizzati a Waterloo e assemblati a Whitewater, con la maggior parte delle biciclette fabbricate a Taiwan e in Cina.
L'azienda fu fondata nel dicembre del 1976 da Richard Burke e Bevel Holl, come consociata della Roth Corporation.